# Alizée

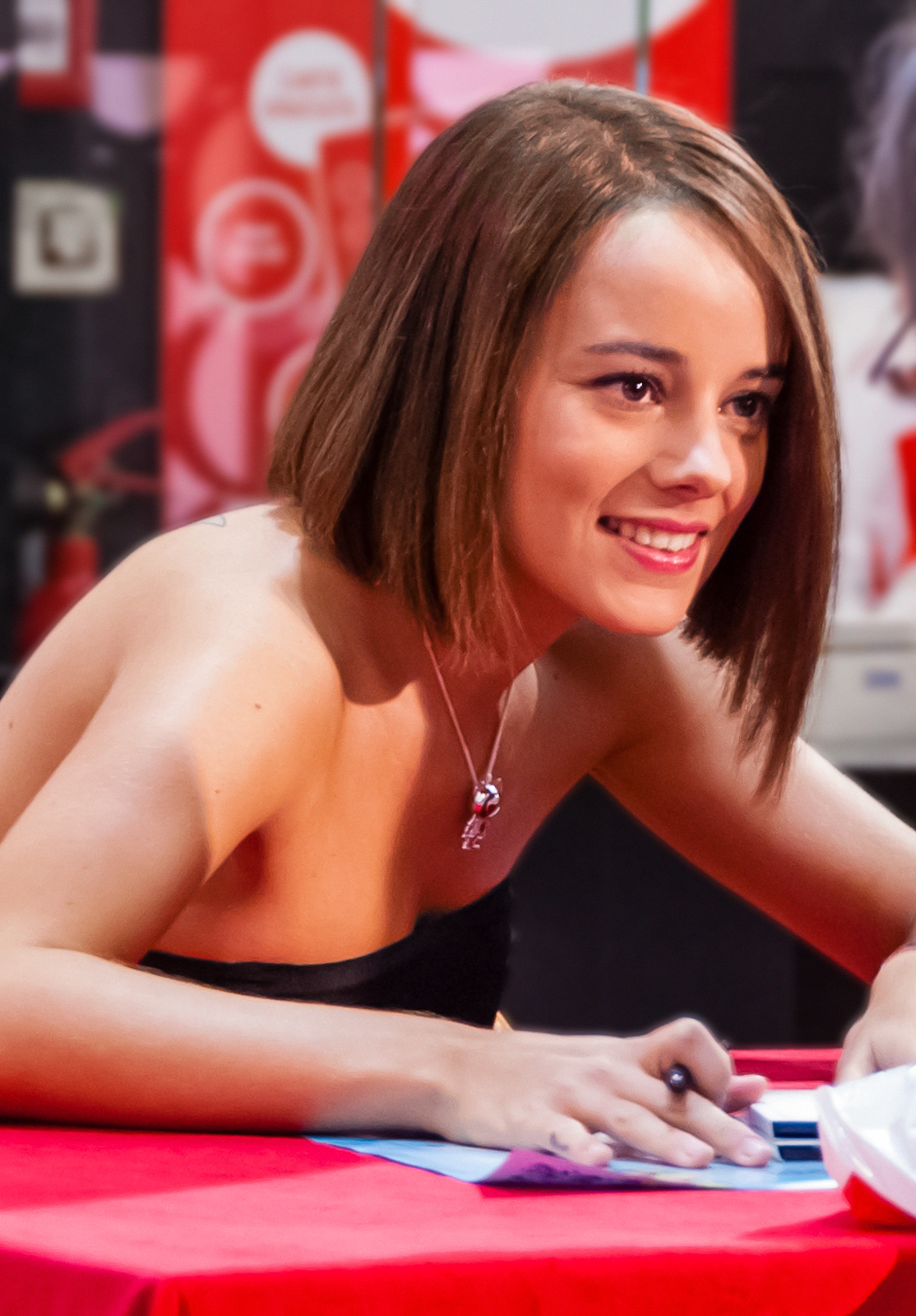
Alizée, 2007

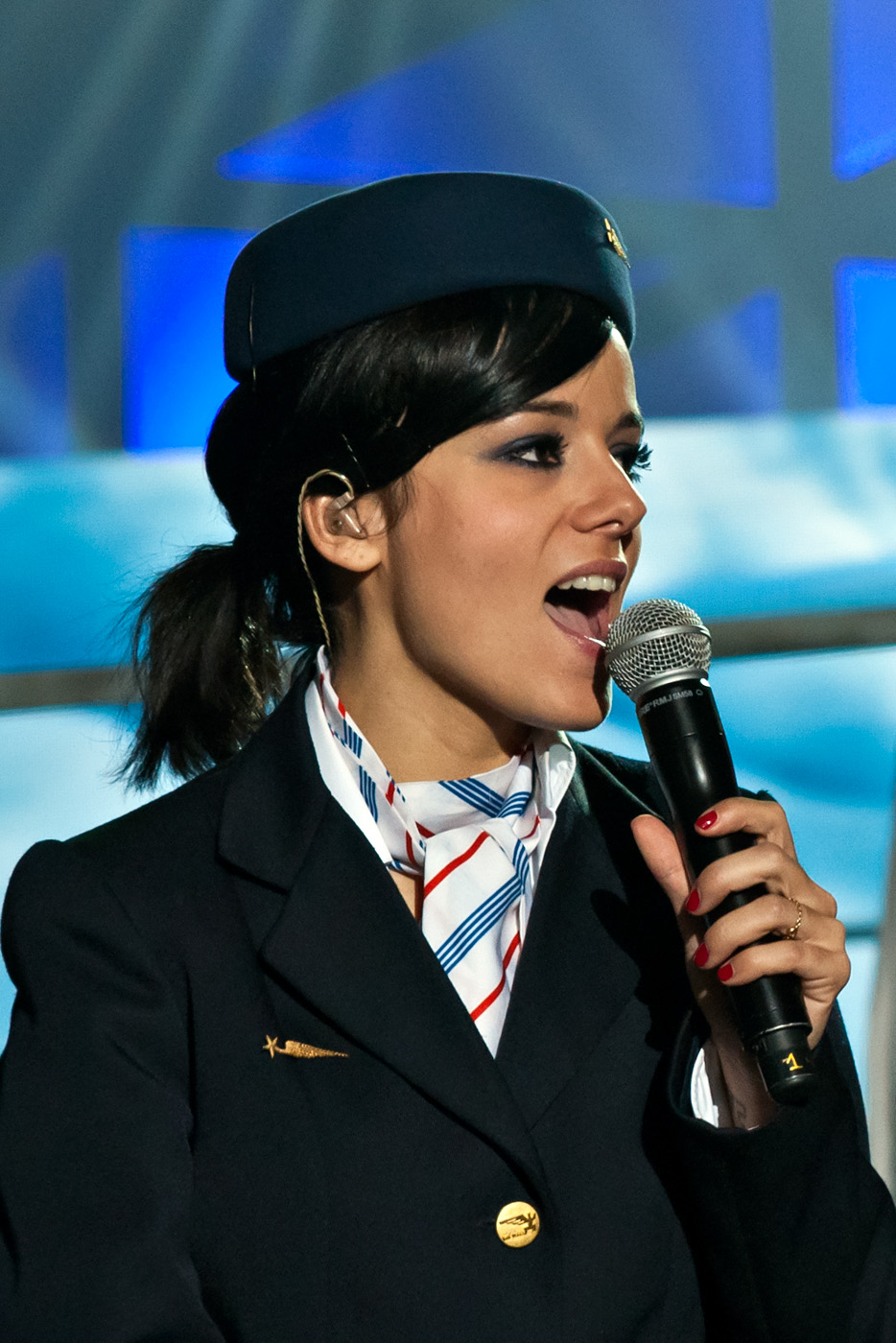
Alizée, 2012

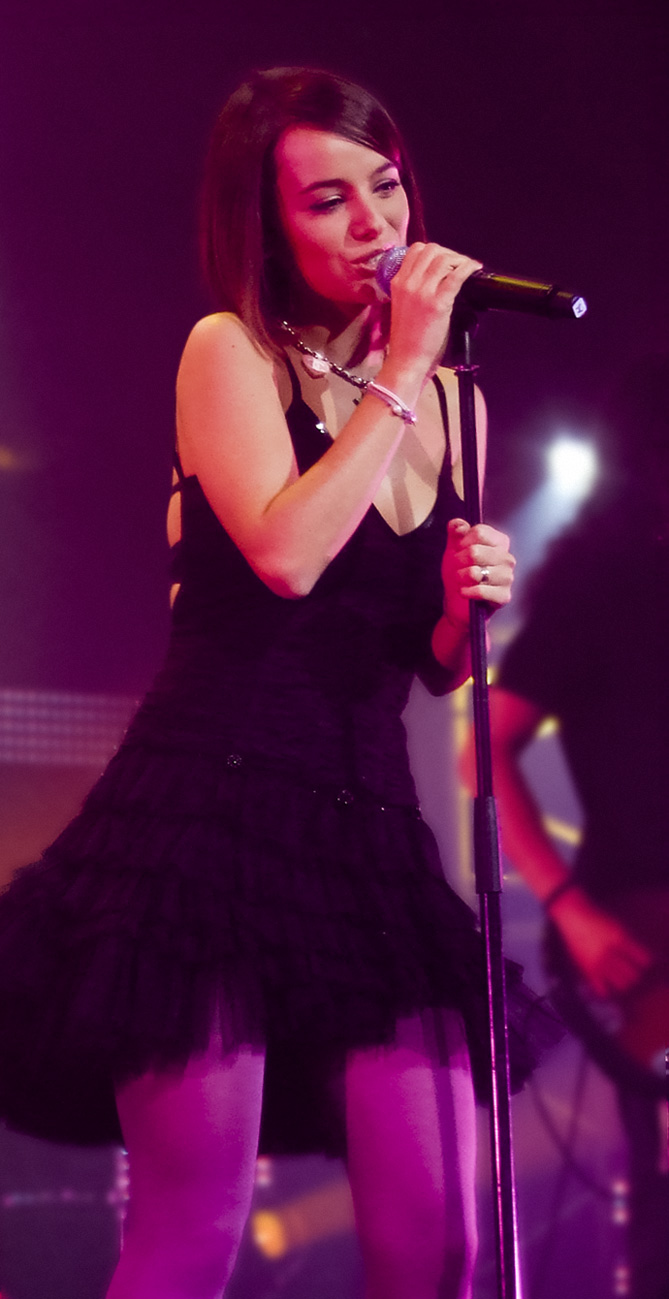
Francouzská zpěvačka Alizée Jacotey.

Alizée Jacotey (* 21. srpna 1984 Ajaccio, Korsika) je francouzská popová zpěvačka. Ač zpívá výhradně francouzsky, prosadila se v mezinárodním šoubyznysu. Proslavila se již v šestnácti letech. Nejvíce uspěla s prvními dvěma alby, z nichž pocházejí její dva největší hity Moi… Lolita a J'en ai marre!

## Život
Jejím otcem je informatik, matka podnikatelka. Umělecké jméno Alizée není pseudonym, ale představuje křestní jméno. Jde o femininní tvar od slova „alizé“, jež znamená česky pasát. Volba tohoto jména má údajně odrážet zálibu jejích rodičů ve windsurfingu.
Alizée se již od dětství aktivně věnovala tanci a ve věku patnácti let (rok 1999) vystoupila v televizní show pro talenty Graines de Star na francouzské televizní stanici, kde původně chtěla předvést taneční vystoupení. Kategorie tance však byla v této show vyhrazena pouze pro skupiny, a proto se zúčastnila hudební soutěže, na které nakonec dokázala získat ocenění pro nejnadanější mladou hudební hvězdu.
Jejího vítězného vystoupení si všimla zpěvačka Mylène Farmer spolu s Laurentem Boutonnatem, kteří hledali mladou a neokoukanou zpěvačku na podílení se v jejich novém projektu. Tito dva s Alizée začali spolupracovat a jejich práce vyústila ve vydání alba Gourmandises (2000), které po Francii sklízelo velké úspěchy. V roce 2003 vydala své druhé album, Mes Courants Électriques, které bylo také úspěšné, ačkoli ne tolik jako album první. Mes Courants Électriques bylo následováno DVD, na kterém vystupovala na koncertech po Francii.
Alizée žila devět let s francouzským zpěvákem Jérémym Châtelainem (* 1984), s nímž má dceru Annily (* 2005). Na pravé paži a zádech má několik barevných tetování.

## Diskografie (alba)
| Rok vydání | Název alba               | Písně |
| ---------- | ------------------------ | --- |
| 2000       | Gourmandises             | 1. Moi… Lolita 2. Lui Ou Toi 3. L'Alizé 4. J.B.G. 5. Mon Maquis 6. Parler Tout Bas 7. Veni, Vedi, Vici 8. Abracadabra 9. Gourmandises 10. À Quoi Rêve Une Jeune Fille |
| 2003       | Mes Courants Électriques | 1. J'en ai marre! 2. A contre-courant 3. Toc de mac 4. Amélie m'a dit 5. C'est trop tard 6. Tempête 7. J'ai pas vingt ans! 8. Hey ! Amigo! 9. L'e-mail a des ailes 10. Youpidou 11. Cœur déjà pris |
| 2004       | Alizée En Concert        | 1. Intralizée 2. L'Alizé 3. Hey ! Amigo! 4. Toc de mac 5. J'en ai marre! 6. Lui ou toi 7. Gourmandises 8. Mon maquis 9. J.B.G. 10. Moi… Lolita 11. Amélie m'a dit 12. Parler tout bas 13. C'est trop tard 14. Youpidou 15. Tempête 16. A contre-courant |
| 2007       | Psychédélices            | 1. Mademoiselle Juliette 2. Fifty sixty 3. Mon taxi driver 4. Jamais plus 5. Psychédélices 6. Décollage 7. Par les paupières 8. Lilly town 9. Lonely list 10. Idéaliser 11. L'effet |
| 2007       | Tout                     | 1. Moi... Lolita 2. Gourmandises 3. L'Alizé 4. J.B.G. 5. Parler tout bas 6. J'en ai marre! 7. À contre-courant 8. Hey ! Amigo! 9. Youpidou 10. Amélie m'a dit 11. J'ai pas vingt ans! 12. Moi... Lolita [Lola Extended Remix] 13. Moi... Lolita [Hello Helli T'es A Dance Remix] 14. I'm Fed Up! [Bubbly Club Remix] 15. J'en ai marre! [Soft Skin Club Mix] |
| 2010       | Une Enfant du Siècle     | 1. Eden, Eden – 4:22 2. Grand Central – 3:24 3. Limelight – 5:18 4. La Candida – 2:15 5. Les Collines (Never Leave You) – 3:44 6. 14 Décembre – 3:19 7. À Cœur Fendre – 3:07 8. Factory Girl – 4:12 9. Une Fille Difficile – 3:41 10. Mes Fantômes – 3:18 |
| 2013       | 5                        | 1. À cause de l'automne – 3:54 2. 10 ans – 3:01 3. Je veux bien – 3:38 4. Mon chevalier – 3:04 5. Le dernier souffle – 2:51 6. Boxing club – 2:54 7. Jeune fille – 2:34 8. La guerre en dentelle – 4:26 9. Si tu es un homme – 4:34 10. Happy end – 3:36 11. Dans mon sac – 2:38                                                                             |